# 한국한의약진흥원
한국한의약진흥원(National Institute for Korean Medicine Development, NIKOM)은 한의약 육성을 위한 기반 조성과 한의약 기술 개발 및 산업진흥을 통해 국민 건강증진과 국가 경제발전에 기여하기 위하여 설립된 대한민국 보건복지부 산하 특수법인이다. 본원은 경상북도 경산시 화랑로 94(갑제동)에 소재하고, 서울 분원(정책본부)은 서울특별시에, 전남 분원(자원본부) 및 비임상 연구시설(GLP)은 전라남도 장흥군, 품질인증센터 및 임상시험용 한약제제 생산시설(GMP)은 대구광역시 대구경북첨복의료복합단지에 있다.

## 설립 근거
- 한의약 육성법[3]

## 주요 업무
1. 제4조에 따른 한의약기술의 과학화 및 정보화 촉진
2. 제14조에 따른 우수 한약재의 재배 및 한약의 제조ㆍ유통의 지원
3. 전통 한약시장의 전승ㆍ발전 지원 및 한약재 품종의 보존ㆍ연구
4. 한의약 육성 관련 정책 개발 및 제6조에 따른 종합계획 수립 지원
5. 한의약 관련 국내외 공동 협력 및 국제경쟁력 강화 사업
6. 한의약기술의 과학화 관련 홍보 및 콘텐츠 개발 사업
7. 한의약기술의 산업화 지원 사업
8. 한의약기술 관련 산업 육성을 위한 전문인력 양성 사업
9. 그 밖에 한의약의 육성ㆍ발전에 관한 사업으로서 보건복지부장관, 관계 행정기관의 장 또는 지방자치단체로부터 위탁받은 사업

## 연혁
| 한약진흥재단 | - 2006년 7월 대구·경북한방산업진흥원 설립 허가(보건복지부) - 2006년 8월 초대 김용대 이사장 취임 - 2007년 4월 초대 이길영 원장 취임 - 2008년 6월 한약재품질인증센터 건립(대구광역시 중구 남성로) - 2008년 12월 대구·경북한방산업진흥원 건립(경상북도 경산시 화랑로) - 2009년 4월 한약재품질인증센터 수입한약재검사기관 지정 - 2010년 3월 제2대 이형호 원장 취임 - 2011년 2월 제2대 김연창 이사장 취임 - 2011년 12월 한국한방산업진흥원으로 명칭 변경 - 2012년 9월 제3대 이인선 이사장 취임 - 2013년 3월 제3대 이형호 원장 취임 - 2014년 10월 제4대 신흥묵 원장 취임 | - 2007년 11월 전라남도한방산업진흥원 설립 - 2008년 1월 초대 조정희 원장 취임(식품의약품안전청 파견) - 2009년 1월 약용작물종자보급기반구축사업 확정(농림수산식품부) - 2009년 3월 전라남도한방산업진흥원 개원 - 2009년 12월 한약재 품질검사기관 지정(식품의약품안전청) - 2011년 1월 제2대 조정희 원장 취임(연임) - 2011년 12월 약용작물종자보급기반구축 완료 - 2012년 1월 한국토종자원의한약재기반구축사업 추진기관 선정 - 2012년 5월 약용작물종자보급센터 및 동물실험실 개소 - 2013년 11월 (주)하원제약 기업부설 중앙연구소 진흥원 내 유치 - 2015년 1월 한약제제약효표준화사업Ⅱ 추진기관 선정 |

### 한약진흥재단
- 2015년 11월 27일 통합법인 한약진흥재단 설립 허가
- 2015년 12월 28일 한약진흥재단 설립

## 조직
- 한의표준임상진료지침개발사업단[6]

### 원장
- 운영지원팀

| 경영지원본부 경영기획부 경영정책팀 대외홍보팀 기업지원팀 | - 연구기획팀 - 품질인증센터 | - 한약재연구팀 | 한의약정책본부 [ 9 ] 정책개발부 정책기획팀 글로벌기획팀 |

## 같이 보기
- 한국한의학교육평가원
- 한국한의학연구원
- 대한한의사협회
- 대한한약사회
- 한국한약산업협회
- 한국한약유통협회
- 부산대학교 한의학전문대학원